# Edvard Vecko
Edvard Vecko (* 29. Oktober 1944 in Hrastnik) ist ein slowenischer Tischtennisspieler und -trainer. Er wurde mehrfach Europameister. Später arbeitete er als Trainer in Deutschland und Österreich.

## Karriere in Jugoslawien
Vecko wuchs zusammen mit vier Geschwistern in Hrastnik auf. 1956 kam er zum Tischtennissport. Er trat dem Verein Olimpija Ljubljana bei. Nach dem Gewinn der slowenischen und jugoslawischen Jugendmeisterschaft wurde er 1962 in Bled zusammen mit Istvan Korpa Jugend-Europameister im Doppel und mit der Mannschaft. 
Im gleichen Jahr nahm er auch in Berlin an der Europameisterschaft der Erwachsenen teil. Dabei wurde er im Doppel mit Istvan Korpa Zweiter und mit der jugoslawischen Mannschaft Europameister der Herren. Bei der nächsten EM 1964 belegte er mit dem Team Platz 2. 1968 wurde er Doppel-Europameister mit Antun Stipančić; sie besiegten im Endspiel die Schweden Alser/Johannson.
Zwischen 1962 und 1969 wurde Vecko zu 140 Länderspielen eingeladen. Dabei war er viermal an Weltmeisterschaften vertreten, nämlich 1963, 1965, 1967 und 1969. Bei den Balkanmeisterschaften belegte er je zweimal Platz 1 im Doppel und im Mixed. Insgesamt 15 Titel gewann er bei jugoslawischen Meisterschaften.

## Karriere in Deutschland und Österreich
Ab Oktober 1970 arbeitete Vecko als Staatstrainer im Österreichischen Tischtennisverband. Nach einem kurzen Zwischenaufenthalt in Slowenien – 1975 trainierte er die Damenmannschaft von Olimpija Ljubljana – übersiedelte er 1976 nach Deutschland. Hier spielte er mit dem Verein TTC Calw in der Bundesliga. Im gleichen Jahr verpflichtete ihn der TTV Württemberg-Hohenzollern als Verbandstrainer. 1981 schloss er sich dem SSV Reutlingen 05 und später dem TTV Neuhausen (2. Bundesliga) an. Mitte 1982 wurde er Trainer der jugoslawischen Damennationalmannschaft.
1999 kehrte er nach Österreich zurück. In Kärnten widmete er sich als Verbandstrainer der Nachwuchsarbeit. Mit den Vereinen DSG St. Veit und SC Völkendorf (ab 2003) spielte er in der Landesliga.

## Privat
Vecko ist verheiratet. Er hat einen Sohn (* 1972) und eine Tochter (* 1976).

## Turnierergebnisse
| Verband | Veranstaltung                         | Jahr | Ort       | Land | Einzel     | Doppel        | Mixed     | Team |
| ------- | ------------------------------------- | ---- | --------- | ---- | ---------- | ------------- | --------- | ---- |
| YUG     | Balkan Meisterschaft                  | 1970 | Sofia     | BUL  | Silber     |               |           | 1    |
| YUG     | Balkan Meisterschaft                  | 1969 | Athen     | GRE  | Halbfinale | Gold          | Gold      | 1    |
| YUG     | Balkan Meisterschaft                  | 1967 | Antalya   | TUR  | Halbfinale |               |           | 1    |
| YUG     | Balkan Meisterschaft                  | 1964 | Athen     | GRE  | Halbfinale | Silber        |           |      |
| YUG     | Balkan Meisterschaft                  | 1963 | Athen     | GRE  |            | Gold          | Gold      | 1    |
| YUG     | Europameisterschaft                   | 1968 | Lyon      | FRA  |            | Gold          |           |      |
| YUG     | Europameisterschaft                   | 1966 | London    | ENG  |            | Halbfinale    |           |      |
| YUG     | Europameisterschaft                   | 1964 | Malmö     | SWE  |            |               |           | 2    |
| YUG     | Europameisterschaft                   | 1962 | Berlin    | FRG  |            | Silber        |           | 1    |
| YUG     | Jugend-Europameisterschaft (Junioren) | 1962 | Bled      | YUG  |            | Gold          |           | 1    |
| YUG     | Mittelmeer Meisterschaft              | 1969 | Athen     | GRE  | Gold       | Gold          | Gold      | 1    |
| YUG     | Weltmeisterschaft                     | 1969 | München   | FRG  | letzte 128 | letzte 64     | letzte 32 | 3    |
| YUG     | Weltmeisterschaft                     | 1967 | Stockholm | SWE  | letzte 32  | Viertelfinale | letzte 64 | 7    |
| YUG     | Weltmeisterschaft                     | 1965 | Ljubljana | YUG  | letzte 16  | Viertelfinale | letzte 16 | 4    |
| YUG     | Weltmeisterschaft                     | 1963 | Prag      | TCH  | letzte 64  | letzte 32     | letzte 32 | 5    |